# Rainbow Ruby
Rainbow Ruby (em coreano:  레인보우 루비; em chinês:  彩虹宝宝) é uma série de animação sul-coreano-chinês-canadense produzido por 38°C Animation Studio e CJ E&M Corporation da Coreia do Sul, China Entertainment Corporation da China e DHX Media do Canadá.
Em Portugal, a série foi exibido no SIC em 4 de fevereiro de 2017 e no Canal Panda, no dia 1 de fevereiro de 2018, às 16h:45 de segunda á sexta.
No Brasil, foi exibido no programa Sábado Animado, no canal aberto SBT, no dia 10 de março de 2018, às 8h de sábado.  Na América Latina, incluindo Argentina, México e Brasil, canal por assinatura Discovery Kids adquiriu os direitos de transmissão, e foi exibido no dia 18 de junho de 2018, às 7h:15, de segunda a sexta.
A série acompanha a generosa e corajosa garotinha Ruby, que vive na Vila do Arco-Íris. Lá, ela, seu inseparável ursinho e sua mala de instrumentos mágicos tem um só objetivo: fazer o dia de alguém mais especial!

## Personagens
- (em inglês:  Rainbow Ruby)
- (em inglês:  Choco)
- (em inglês:  Gina)
- (em inglês:  Ling Ling)
- (em inglês:  Thunderbell)
- (em inglês:  Princess Kiki)
- (em inglês:  Prince Frederick)
- (em inglês:  Ellie)
- (em inglês:  Paige)
- (em inglês:  Jessy)
- (em inglês:  Mr. Sloth)
- (em inglês:  Chirpee)
- (em inglês:  Daisy)
- (em inglês:  Harmony family)
- (em inglês:  Felicia)
- (em inglês:  Poppies)

## Elenco

### Versão Brasileira
- Danielle Merseguel (Rainbow Ruby)
- Fernanda Crispim (Gina)
- Maycow Morais (Choco)
- Bernardo Martins (Trovoada)
- Sean Stanley (Ling Ling)
- Airam Pinheiro (Senhor Preguiça)
- Tina Roma (Folhinha)
- Leticia Navas (Princesa Kiki)
- Krysna Dias (Madame Cisne)
- Paula Montanaro (Daisy)
- Fernanda Felizola (Felicia)
- Renata Bortoleti (Jessy)

Direção Artística: Igor Belking
Direção Musical: Marcus Campos
Estúdio: The Kitchen

### Dobragem portuguesa
- Ana Cloe
- Carlos Martins
- Pedro Leitão
- Sara Brás
- Soraia Tavares: Rainbow Ruby
- Tomás Alves

- Coordenação SIC: Ricardo Gonçalves
- Coordenação Buggin Media: Bruno Golias
- Direção Técnica: Vítor Estudante, Carlos Sales
- Direção Musical: Ricardo Cruz
- Produção: Inês Raimundo, Pedro Pereira

- Pós-Produção Vídeo: Carlos Sales, Pedro Cabral
- Pós-Produção Audio: Bruno Golias, Pedro Machado, Ricardo Cruz
- Tradução: Liliana Boialvo, Marina Tavares, Sofia Fonseca
- Controlo de Qualidade: Pedro Cabral

- Estúdio: Buggin Media

## Episódios
A série é distribuida por 52 episódios simples e 26 episódios de recurso duplo.
| # | # | Título original Título português ou brasileiro                                 | Exibição de Portugal                                               | Exibição do Brasil                                             |
| - | - | ------------------------------------------------------------------------------ | ------------------------------------------------------------------ | -------------------------------------------------------------- |
| 1 | 1 | "Ruby's Ranger Adventure" "TDA (título em Portugal) ou TDA (título no Brasil)" | 4 de fevereiro de 2017 (SIC) 1 de fevereiro de 2018 (Canal Panda)  | 10 de março de 2018 (SBT) 18 de junho de 2018 (Discovery Kids) |
| 2 | 2 | "The Show Must Go On" "TDA (título em Portugal) ou TDA (título no Brasil)"     | 5 de fevereiro de 2017 (SIC) 2 de fevereiro de 2018 (Canal Panda)  |                                                                |
| 3 | 3 | "Shoe Crazy" "TDA (título em Portugal) ou TDA (título no Brasil)"              | 11 de fevereiro de 2017 (SIC) 3 de fevereiro de 2018 (Canal Panda) |                                                                |
| 4 | 4 | "Picture This" "TDA (título em Portugal) ou TDA (título no Brasil)"            | 12 de fevereiro de 2017 (SIC) 4 de fevereiro de 2018 (Canal Panda) |                                                                |

## Produção

### Anunciado
Rainbow Ruby foi exibido pela primeira vez no mercado de licenciamento no MIPJunior 2015 em Cannes, França, como anunciado em setembro desse ano. No mercado, a série foi anunciada como a primeira série animada por "apoiar a educação da garota e mulher com parceria da UNESCO". Em 12 de março de 2016, no Global Education Skills Forum de 2016, realizado nos Emirados Árabes Unidos, da UNESCO e do CJ Group (pertence à CJ E&M) assinou um acordo de parceria para usar o Rainbow Ruby: este acordo é parte da campanha Better Life for Girls, lançada em novembro de 2014 pelo CJ E&M e pela UNESCO, e "uma participação das vendas dos produtos de caráter Rainbow Ruby, será contribuída para o fundo global da UNESCO para promover o direito das meninas à educação", de acordo com a UNESCO.

### Desenvolvimento e distribuição
A série é produzido pela CJ E&M, em associação com a DHX Media, que lida com vendas de televisão nos EUA, Canadá e EMEA (excluindo a França); e China Entertainment, que lida com vendas de televisão e negócios da L&M na China. A CPLG foi lidando com o programa de licenciamento global (excluindo Ásia e América Latina). International Merchandising Consultants licenciado na América Latina.
Em uma apresentação de negócios para a mídia sul-coreana realizada em 28 de fevereiro de 2017, a CJ E&M anunciou que a série foi vendida para trinta emissores fora da Coreia do Sul. Além disso, a empresa anunciou que terá uma campanha multimídia na Coreia do Sul envolvendo a série.

## Transmissão

### China
Na China, a série ganhou uma licença governamental de aprovação para distribuição no mercado da televisão continental como produção doméstica animada em 19 de abril de 2016, e foi nomeado como uma das produções de televisão animada doméstica excepcional no segundo trimestre de 2016 pela Administração Estatal de Imprensa, Publicação, Rádio, Cinema e Televisão, o que dá uma vantagem ao vender esses programas para os canais de transmissão. A série foi estreado em 28 de março de 2017, no canal CCTV-14, onde recebeu um horário de segunda a sexta-feira à noite.

### Coreia do Sul
Na Coreia do Sul, foi exibido no canal aberto EBS, em 2 de março de 2017. A partir de abril do mesmo ano, a série também será transmitida no canal por assinatura Tooniverse.

### Canadá
No Canadá, a série foi estreada em 23 de abril de 2016 no Family Jr., um canal de televisão especializado que a DHX Media adquiriu em 2014; foi então transmitido em seu programa regular nas segundas-feiras, a partir de 25 de abril.

### Internacional
A série é transmitido por vários grandes canais na Ásia, incluindo ABS-CBN na Filipinas, RTV na Indonésia, Thai PBS na Tailândia e Yoyo TV no Taiwan, foi exibido a partir de agosto de 2016.
Na Irlanda, foi exibido no canal 3Kids, que estava inicialmente em 3e mas foi movido mais tarde no canal Be3 em 9 de janeiro de 2017.
Na Austrália, foi exibido no serviço streaming Stan, em 19 de maio de 2017.
A série foi transmitido por outros canais europeus, incluindo JimJam na Benelux, YLE na Finlândia, Piwi+ na França, RTS na Suíça, NRK na Noruega, Frisbee na Itália, Canal Panda e SIC em Portugal, Hop! Media Group em Israel, MiniMini+ na Polônia e Minika na Turquia.
No Brasil, a série estreou no dia 10 de março de 2018, no SBT e no dia 18 de junho de 2018, no canal Discovery Kids. Na América Latina, foi exibido no mesmo dia.